# Saison 2016-2017 de l'USM Alger
Maillots
Chronologie
Saison précédente Saison suivante
La saison 2016-2017 de l'USM Alger est la 37e saison du club en première division algérienne. L'équipe s'engage en Ligue 1, en Coupe d'Algérie et enfin en Ligue des champions.

## Transferts

### Transferts estivaux
| Date        | Nom                  | Poste     | Transfert                                | Provenance/Destination | Source |
| ----------- | -------------------- | --------- | ---------------------------------------- | ---------------------- | ------ |
| Arrivées    |                      |           |                                          |                        |        |
| 9 juin      | Amir Sayoud          | Milieu    | Transfert non dévoilé                    | DRB Tadjenanet         | [ 6 ]  |
| 11 juin     | Raouf Benguit        | Défenseur | Prêt pour un an                          | Paradou AC             | [ 7 ]  |
| 13 juin     | Reda Bellahcene      | Milieu    | Transfert gratuit                        | FC Saint-Louis Neuweg  | [ 8 ]  |
| 28 juin     | Ghislain Guessan     | Attaquant | Transfert gratuit                        | RC Arbaâ               | [ 9 ]  |
| 30 juin     | Abderrahmane Meziane | Attaquant | Retour de prêt                           | RC Arbaâ               | [ 10 ] |
| 30 juin     | Kouadio Manucho      | Attaquant | Retour de prêt                           | RC Relizane            |        |
| 30 juin     | Nazim Aklil          | Défenseur | Retour de prêt                           | JSM Skikda             |        |
| 30 juin     | Abderrahmane Bourdim | Milieu    | Retour de prêt                           | RC Relizane            |        |
| 30 juin     | Mohamed Taïb         | Milieu    | Retour de prêt                           | RC Arbaâ               |        |
| 30 juin     | Ibrahim Bekakchi     | Défenseur | Retour de prêt                           | CA Bordj Bou Arréridj  |        |
| 1er juillet | Abel Khaled          | Milieu    | Transfert non dévoilé                    | RC Arbaâ               |        |
| 1er juillet | Rafik Bouderbal      | Milieu    | Transfert non dévoilé                    | Lyon-La Duchère        |        |
| 2 juillet   | Ziri Hammar          | Milieu    | Transfert non dévoilé                    | JS Saoura              | [ 11 ] |
| 2 juillet   | Mohamed Benyahia     | Défenseur | Transfert (150 mille euros)              | MC Oran                | [ 12 ] |
| 4 juillet   | Toufik Zeghdane      | Défenseur | Transfert gratuit                        | MC Alger               | [ 13 ] |
| Départs     |                      |           |                                          |                        |        |
| 8 juin      | Saâdi Radouani       | Défenseur | Transfert gratuit                        | JS Kabylie             | [ 14 ] |
| 8 juin      | Chakib Arslan Mazari | Défenseur | Dans le cadre du transfert d'Amir Sayoud | DRB Tadjenanet         |        |
| 15 juin     | Djamel Chettal       | Milieu    | Dans le cadre du transfert d'Amir Sayoud | DRB Tadjenanet         | [ 15 ] |
| 18 juin     | Mohamed Taïb         | Milieu    | Transfert gratuit                        | CS Constantine         |        |
| 19 juin     | Karim Baïteche       | Milieu    | Transfert gratuit                        | CS Constantine         | [ 16 ] |
| 27 juin     | Houcine Benayada     | Défenseur | Transfert gratuit                        | CS Constantine         |        |
| 30 juin     | Kouadio Manucho      | Attaquant | Prêt pour un an                          | CS Constantine         | [ 17 ] |
| 1er juillet | Nassim Bouchema      | Milieu    | Fin de contrat                           | CR Belouizdad          | [ 18 ] |
| 1er juillet | Rachid Nadji         | Attaquant | Fin de contrat                           | ES Sétif               | [ 19 ] |
| 1er juillet | Brahim Boudebouda    | Défenseur | Fin de contrat                           | MC Alger               | [ 20 ] |
| 1er juillet | Mohamed Amine Aoudia | Attaquant | Fin de contrat                           | CS Constantine         | [ 21 ] |
| 1er juillet | Zinedine Ferhat      | Milieu    | Fin de contrat                           | Le Havre AC            | [ 22 ] |
| 1er juillet | Hocine El Orfi       | Milieu    | Fin de contrat                           | NA Hussein Dey         |        |
| 1er juillet | Mohamed Seguer       | Attaquant | Fin de contrat                           | MC Alger               |        |
| 1er juillet | Ibrahim Bekakchi     | Défenseur | Transfert gratuit                        | JS Saoura              |        |
| 2 juillet   | Abderrahmane Bourdim | Milieu    | Transfert gratuit                        | JS Saoura              |        |
| 4 juillet   | Oualid Ardji         | Milieu    | Transfert gratuit                        | NA Hussein Dey         | [ 23 ] |

### Transferts hivernaux
| Date        | Nom               | Poste     | Transfert         | Provenance/Destination | Source |
| ----------- | ----------------- | --------- | ----------------- | ---------------------- | ------ |
| Arrivées    |                   |           |                   |                        |        |
| 20 décembre | Faouzi Bourenane  | Milieu    | Transfert gratuit | Příbram                | [ 24 ] |
| 25 décembre | Mohamed Benkablia | Attaquant | Transfert gratuit | JS Kabylie             | [ 25 ] |
| Départs     |                   |           |                   |                        |        |

## Stage et matchs d'avant saison
L'USM Alger entame la préparation estivale en Bretagne (France) le 10 juillet 2016. L'équipe dispute quatre matchs amicaux face au Stade brestois, L2 française, (mercredi 13 juillet, au stade municipal de Ploudalmézeau, Brest), le Stade rennais, L1 française, (samedi 16 et mardi 19 juillet) et l’équipe de l'US Granville, CFA2/5e division, (vendredi 22 juillet).
L'USM Alger entame cette fois ci ça préparation estivale en Tunisie et comme avec une victoire contre le club africain sur le score de 0-1, suivie d'une victoire contre le CS Sfaxien sur le score de 0-2 ainsi l'USM Alger termine parfaitement ça tourne en Tunisie.

## Compétitions

### Résultats par journée
| Journée   | 01 | 02  | 03  | 04  | 05  | 06  | 07  | 08  | 09  | 10  | 11  | 12  | 13 | 14 | 15 | 16 | 17 | 18 | 19 | 20 | 21 | 22 | 23 | 24 | 25 | 26 | 27 | 28 | 29 | 30 |
| --------- | -- | --- | --- | --- | --- | --- | --- | --- | --- | --- | --- | --- | -- | -- | -- | -- | -- | -- | -- | -- | -- | -- | -- | -- | -- | -- | -- | -- | -- | -- |
| Terrain   | D  | D   | E   | D   | E   | D   | E   | D   | E   | D   | E   | D   | E  | D  | E  | E  | E  | D  | E  | D  | E  | D  | E  | D  | E  | D  | E  | D  | E  | D  |
| Résultats | V  | V   | N   | V   | V   | V   | D   | V   | D   | D   | N   | V   | D  | V  | D  | N  | D  | N  | D  | V  | V  | N  | N  | V  | N  | V  | N  | V  | D  | V  |
| Points    | 3  | 6   | 7   | 10  | 13  | 16  | 16  | 19  | 19  | 19  | 20  | 23  | 23 | 26 | 26 | 27 | 27 | 28 | 28 | 31 | 34 | 35 | 36 | 39 | 40 | 43 | 44 | 47 | 47 | 50 |
| Place     | 2e | 1er | 1er | 1er | 1er | 1er | 1er | 1er | 1er | 1er | 1er | 1er | 2e | 2e | 3e | 4e | 5e | 5e | 6e | 5e | 4e | 4e | 4e | 3e | 4e | 3e | 4e | 3e | 3e | 3e |

Source : lfp.dz (Ligue de football professionnel)
Terrain : D = Domicile ; E = Extérieur. Résultat : D = Défaite ; N = Nul ; V = Victoire.

### Classement
| Rang | Équipe            | Pts | J  | G  | N | P  | Bp | Bc | Diff | Qualification ou relégation                         |
| ---- | ----------------- | --- | -- | -- | - | -- | -- | -- | ---- | --------------------------------------------------- |
| 1    | ES Sétif (C, Q)   | 57  | 30 | 17 | 6 | 7  | 42 | 23 | +19  | Qualification pour la Ligue des champions de la CAF |
| 2    | MC Alger (Q)      | 50  | 30 | 14 | 8 | 8  | 38 | 27 | +11  | Qualification pour la Ligue des champions de la CAF |
| 3    | USM Alger T S (Q) | 50  | 30 | 14 | 8 | 8  | 50 | 31 | +19  | Qualification pour la Coupe de la confédération     |
| 4    | USM Bel Abbès P   | 48  | 30 | 14 | 6 | 10 | 37 | 33 | +4   | Qualification pour le Championnat arabe des clubs   |
| 5    | JS Saoura         | 45  | 30 | 12 | 9 | 9  | 34 | 30 | +4   |                                                     |

### Supercoupe d’Algérie
Le Supercoupe d'Algérie de football 2016 est la 10e édition du Supercoupe d'Algérie, compétition ne comptant qu'un seul match et organisée par la Ligue de football professionnel (LFP) et la Fédération algérienne de football (FAF) depuis 2013, qui oppose le champion d'Algérie au vainqueur de la Coupe d'Algérie. la compétition a lieu cette saison au Stade Mustapha-Tchaker à Blida Pour la troisième fois.
La rencontre oppose donc l'USM Alger, champion d'Algérie 2015-2016, aux MC Alger, vainqueur de la Coupe d'Algérie 2015-2016. Les règles du match sont les suivantes : la durée de la rencontre est de 90 minutes puis en cas de match nul, une séance de tirs au but est réalisée pour départager les équipes. Trois remplacements sont autorisés pour chaque équipe.

### Coupe d’Algérie
La coupe d'Algérie 2016-2017 est la 53e édition de la coupe d'Algérie, une compétition à élimination directe mettant aux prises tous les clubs de football amateurs et professionnels. Elle est organisée par la FAF et ses ligues régionales.

### Ligue des champions de la CAF
La Ligue des champions de la CAF 2017 est la 53e édition de la Ligue des champions, la plus prestigieuse des compétitions african inter-clubs. Elle est divisée en trois phases, Tour préliminaire et une phase de groupes, qui consiste en quatre mini-championnats de quatre équipes par groupe, les deux premiers poursuivant la compétition et finalement Phase finale, le début de la ronde finale du quart de finale.

#### Parcours en Ligue des champions

##### Phase de groupe
| Rang | Équipe          | Pts | J | G | N | P | Bp | Bc | Diff |  | Résultats (▼ dom., ► ext.) |     |     |     |     |
| ---- | --------------- | --- | - | - | - | - | -- | -- | ---- |  | -------------------------- | --- | --- | --- | --- |
| 1    | USM Alger       | 11  | 6 | 3 | 2 | 1 | 12 | 5  | +7   |  | USM Alger                  |     | 3-0 | 2-0 | 4-1 |
| 2    | Al Ahly Tripoli | 9   | 6 | 2 | 3 | 1 | 11 | 10 | +1   |  | Al Ahly Tripoli            | 1-1 |     | 0-0 | 4-2 |
| 3    | Zamalek SC      | 6   | 6 | 1 | 3 | 2 | 6  | 8  | -2   |  | Zamalek SC                 | 1-1 | 2-2 |     | 2-0 |
| 4    | CAPS United     | 6   | 6 | 2 | 0 | 4 | 10 | 16 | -6   |  | CAPS United                | 2-1 | 2-4 | 3-1 |     |

### Statistiques
- Premier but de la saison : Oussama Darfalou, 44e minute, lors de la 1re journée de Ligue 1, face au MO Béjaïa le 19 août 2016
- Premier penalty : Mohamed Rabie Meftah, 78e minute, lors de la 1re journée de Ligue 1, face au MO Béjaïa le 19 août 2016
- Premier doublé : Ghislain Guessan, 54e et 70e minute, lors de la 12e journée de Ligue 1, face au NA Hussein Dey le 17 novembre 2016
- But le plus rapide d'une rencontre : Abderrahmane Meziane, 5e minute, lors de la 6e journée de Ligue 1, face au Olympique de Médéa le 1er octobre 2016
- But le plus tardif d'une rencontre : Mohamed Benyahia, 90e minute, lors de la 9e journée de Ligue 1, face au CA Batna le 27 octobre 2016
- Plus grand nombre de buts marqué : 6, lors de la 1re journée de Ligue 1, face au RC Relizane le 27 août 2016 et la 28e journée, face au USM Bel Abbès le 7 juin 2017
- Plus grand nombre de buts encaissés :
- Plus grand nombre de buts marqués dans une rencontre : 8, lors de la 28e journée de Ligue 1, face au USM Bel Abbès le 7 juin 2017
- Meilleur classement de la saison en Ligue 1 : 1er après la 2e journée de Ligue 1
- Moins bon classement de la saison en Ligue 1 : 6e après la 16e journée de Ligue 1

## Statistiques

### Statistiques collectives
| Compétition         | Débute au tour      | Termine          | Matches joués | Gagnés | Nuls | Perdus | Buts pour | Buts contre | Différence |
| ------------------- | ------------------- | ---------------- | ------------- | ------ | ---- | ------ | --------- | ----------- | ---------- |
| Supercoupe          | -                   | Vainqueur        | 1             | 1      | 0    | 0      | 2         | 0           | +2         |
| Ligue 1             | -                   |                  | 30            | 14     | 8    | 8      | 50        | 31          | +19        |
| Ligue des champions | Seizièmes de finale | Phase de groupes | 6             | 3      | 1    | 2      | 9         | 4           | +5         |
| Coupe d'Algérie     | 1/32 de finale      | 1/8 de finale    | 3             | 2      | 1    | 0      | 3         | 0           | +3         |
| Total               | -                   | -                | 40            | 20     | 10   | 10     | 64        | 35          | +29        |

### Statistiques individuelles
(Mis à jour le 14 juin 2017)
| Numéro | Nat. | Nom         | Championnat | Championnat | Championnat | Championnat  | Coupe d’Algérie | Coupe d’Algérie | Coupe d’Algérie | Coupe d’Algérie | Ligue des champions | Ligue des champions | Ligue des champions | Ligue des champions | Super coupe | Super coupe | Super coupe | Super coupe  | Total | Total       | Total  | Total        |
| Numéro | Nat. | Nom         | M.j.        | But inscrit | Averti      | Carton rouge | M.j.            | But inscrit     | Averti          | Carton rouge    | M.j.                | But inscrit         | Averti              | Carton rouge        | M.j.        | But inscrit | Averti      | Carton rouge | M.j.  | But inscrit | Averti | Carton rouge |
| ------ | ---- | ----------- | ----------- | ----------- | ----------- | ------------ | --------------- | --------------- | --------------- | --------------- | ------------------- | ------------------- | ------------------- | ------------------- | ----------- | ----------- | ----------- | ------------ | ----- | ----------- | ------ | ------------ |
| 1      |      | Zemmamouche | 26          | -0          | 3           | 0            | 2               | -0              | 0               | 0               | 5                   | -0                  | 0                   | 0                   | 1           | -0          | 0           | 0            | 34    | -0          | 3      | 0            |
| 16     |      | Mansouri    | 2           | -0          | 1           | 0            | 0               | -0              | 0               | 0               | 0                   | -0                  | 0                   | 0                   | 0           | -0          | 0           | 0            | 2     | -0          | 1      | 0            |
| 30     |      | Berrefane   | 2           | -0          | 0           | 0            | 1               | -0              | 0               | 0               | 0                   | -0                  | 0                   | 0                   | 0           | -0          | 0           | 0            | 3     | -0          | 0      | 0            |
|        |      |             |             |             |             |              |                 |                 |                 |                 |                     |                     |                     |                     |             |             |             |              |       |             |        |              |
| 3      |      | Abdellaoui  | 20          | 0           | 4           | 0            | 2               | 0               | 1               | 0               | 4                   | 1                   | 1                   | 0                   | 1           | 0           | 1           | 0            | 27    | 1           | 7      | 0            |
| 5      |      | Benyahia    | 24          | 3           | 6           | 0            | 3               | 0               | 0               | 0               | 3                   | 0                   | 0                   | 0                   | 1           | 0           | 0           | 0            | 31    | 3           | 6      | 0            |
| 6      |      | Chafaï      | 25          | 3           | 5           | 0            | 2               | 0               | 0               | 0               | 5                   | 2                   | 0                   | 0                   | 1           | 1           | 0           | 0            | 33    | 6           | 5      | 0            |
| 20     |      | Khoualed    | 9           | 1           | 2           | 0            | 0               | 0               | 0               | 0               | 0                   | 0                   | 0                   | 0                   | 1           | 0           | 0           | 0            | 10    | 1           | 2      | 0            |
| 21     |      | Zeghdane    | 0           | 0           | 0           | 0            | 0               | 0               | 0               | 0               | 1                   | 0                   | 0                   | 0                   | 0           | 0           | 0           | 0            | 1     | 0           | 0      | 0            |
| 25     |      | Benmoussa   | 28          | 1           | 3           | 0            | 3               | 0               | 0               | 0               | 5                   | 0                   | 1                   | 0                   | 1           | 0           | 0           | 0            | 37    | 1           | 4      | 0            |
| 30     |      | Meftah      | 29          | 9           | 4           | 1            | 2               | 1               | 0               | 0               | 3                   | 0                   | 0                   | 0                   | 1           | 1           | 0           | 0            | 35    | 11          | 4      | 1            |
| 31     |      | Benguit     | 26          | 1           | 6           | 0            | 3               | 0               | 0               | 0               | 5                   | 0                   | 0                   | 0                   | 0           | 0           | 0           | 0            | 34    | 1           | 6      | 0            |
|        |      |             |             |             |             |              |                 |                 |                 |                 |                     |                     |                     |                     |             |             |             |              |       |             |        |              |
| 7      |      | Bouderbal   | 0           | 0           | 0           | 0            | 0               | 0               | 0               | 0               | 0                   | 0                   | 0                   | 0                   | 0           | 0           | 0           | 0            | 0     | 0           | 0      | 0            |
| 8      |      | Beldjilali  | 0           | 0           | 0           | 0            | 0               | 0               | 0               | 0               | 0                   | 0                   | 0                   | 0                   | 0           | 0           | 0           | 0            | 0     | 0           | 0      | 0            |
| 10     |      | Sayoud      | 0           | 0           | 0           | 0            | 0               | 0               | 0               | 0               | 0                   | 0                   | 0                   | 0                   | 0           | 0           | 0           | 0            | 0     | 0           | 0      | 0            |
| 14     |      | Bourenane   | 0           | 0           | 0           | 0            | 0               | 0               | 0               | 0               | 0                   | 0                   | 0                   | 0                   | 0           | 0           | 0           | 0            | 0     | 0           | 0      | 0            |
| 15     |      | Hammar      | 0           | 0           | 0           | 0            | 0               | 0               | 0               | 0               | 0                   | 0                   | 0                   | 0                   | 0           | 0           | 0           | 0            | 0     | 0           | 0      | 0            |
| 17     |      | Benkablia   | 0           | 0           | 0           | 0            | 0               | 0               | 0               | 0               | 0                   | 0                   | 0                   | 0                   | 0           | 0           | 0           | 0            | 0     | 0           | 0      | 0            |
| 19     |      | Khaled      | 2           | 0           | 0           | 0            | 0               | 0               | 0               | 0               | 0                   | 0                   | 0                   | 0                   | 0           | 0           | 0           | 0            | 2     | 0           | 0      | 0            |
| 23     |      | Koudri      | 0           | 0           | 0           | 0            | 0               | 0               | 0               | 0               | 0                   | 0                   | 0                   | 0                   | 0           | 0           | 0           | 0            | 0     | 0           | 0      | 0            |
| 24     |      | Benkhemassa | 0           | 0           | 0           | 0            | 0               | 0               | 0               | 0               | 0                   | 0                   | 0                   | 0                   | 0           | 0           | 0           | 0            | 0     | 0           | 0      | 0            |
| 26     |      | Bellahcene  | 6           | 0           | 2           | 1            | 0               | 0               | 0               | 0               | 3                   | 0                   | 0                   | 0                   | 1           | 0           | 0           | 0            | 10    | 0           | 2      | 1            |
| 37     |      | Bengrina    | 6           | 0           | 0           | 0            | 0               | 0               | 0               | 0               | 0                   | 0                   | 0                   | 0                   | 0           | 0           | 0           | 0            | 6     | 0           | 0      | 0            |
| 38     |      | Boumechra   | 1           | 0           | 0           | 0            | 0               | 0               | 0               | 0               | 0                   | 0                   | 0                   | 0                   | 0           | 0           | 0           | 0            | 1     | 0           | 0      | 0            |
| 41     |      | Yaiche      | 7           | 0           | 1           | 0            | 0               | 0               | 0               | 0               | 0                   | 0                   | 0                   | 0                   | 0           | 0           | 0           | 0            | 7     | 0           | 1      | 0            |
|        |      |             |             |             |             |              |                 |                 |                 |                 |                     |                     |                     |                     |             |             |             |              |       |             |        |              |
| 9      |      | Andria      | 21          | 4           | 2           | 0            | 3               | 0               | 0               | 0               | 5                   | 1                   | 0                   | 0                   | 1           | 0           | 0           | 0            | 29    | 5           | 2      | 0            |
| 11     |      | Meziane     | 26          | 8           | 2           | 0            | 3               | 0               | 0               | 0               | 5                   | 0                   | 0                   | 0                   | 1           | 0           | 0           | 0            | 35    | 8           | 2      | 0            |
| 13     |      | Darfalou    | 19          | 8           | 0           | 0            | 2               | 0               | 0               | 0               | 4                   | 2                   | 0                   | 0                   | 0           | 0           | 0           | 0            | 0     | 0           | 0      | 0            |
| 29     |      | Guessan     | 23          | 5           | 4           | 0            | 2               | 1               | 1               | 0               | 3                   | 0                   | 0                   | 0                   | 1           | 0           | 0           | 0            | 29    | 6           | 5      | 0            |

### Statistiques des buteurs
|        | Buteur                  | Ligue 1 | Coupe d'Algérie | Ligue des champions | Supercoupe d'Algérie | Total | Min | MJ |
| ------ | ----------------------- | ------- | --------------- | ------------------- | -------------------- | ----- | --- | -- |
| TOTAL1 | TOTAL1                  | 48      | 3               | 7                   | 2                    | 60    | 0   | 39 |
| 1      | Mohamed Rabie Meftah    | 9       | 1               | 0                   | 1                    | 11    | -   | -  |
| 2      | Oussama Darfalou        | 8       | 0               | 2                   | 0                    | 10    | -   | -  |
| 3      | Abderrahmane Meziane    | 8       | 0               | 0                   | 0                    | 8     | -   | -  |
| 4      | Ghislain Guessan        | 5       | 1               | 0                   | 0                    | 6     | -   | -  |
| 5      | Farouk Chafaï           | 3       | 0               | 2                   | 1                    | 6     | -   | -  |
| 6      | Carolus Andriamatsinoro | 4       | 0               | 1                   | 0                    | 5     | -   | -  |
| 7      | Mohamed Benyahia        | 3       | 0               | 0                   | 0                    | 3     | -   | -  |
| 8      | Amir Sayoud             | 1       | 1               | 1                   | 0                    | 3     | -   | -  |
| 9      | Mohammed Benkhemassa    | 1       | 0               | 0                   | 0                    | 1     | -   | -  |
| 10     | Raouf Benguit           | 1       | 0               | 0                   | 0                    | 1     | -   | -  |
| 11     | Ayoub Abdellaoui        | 0       | 0               | 1                   | 0                    | 1     | -   | -  |
| 12     | Kaddour Beldjilali      | 1       | 0               | 0                   | 0                    | 1     | -   | -  |
| 13     | Faouzi Bourenane        | 1       | 0               | 0                   | 0                    | 1     | -   | -  |
| 14     | Hamza Koudri            | 1       | 0               | 0                   | 0                    | 1     | -   | -  |
| 15     | Mokhtar Benmoussa       | 1       | 0               | 0                   | 0                    | 1     | -   | -  |
| 16     | Nacereddine Khoualed    | 1       | 0               | 0                   | 0                    | 1     | -   | -  |

1. Total des buts dans le jeu, hors c-s-c.

### Joueurs en sélection nationale

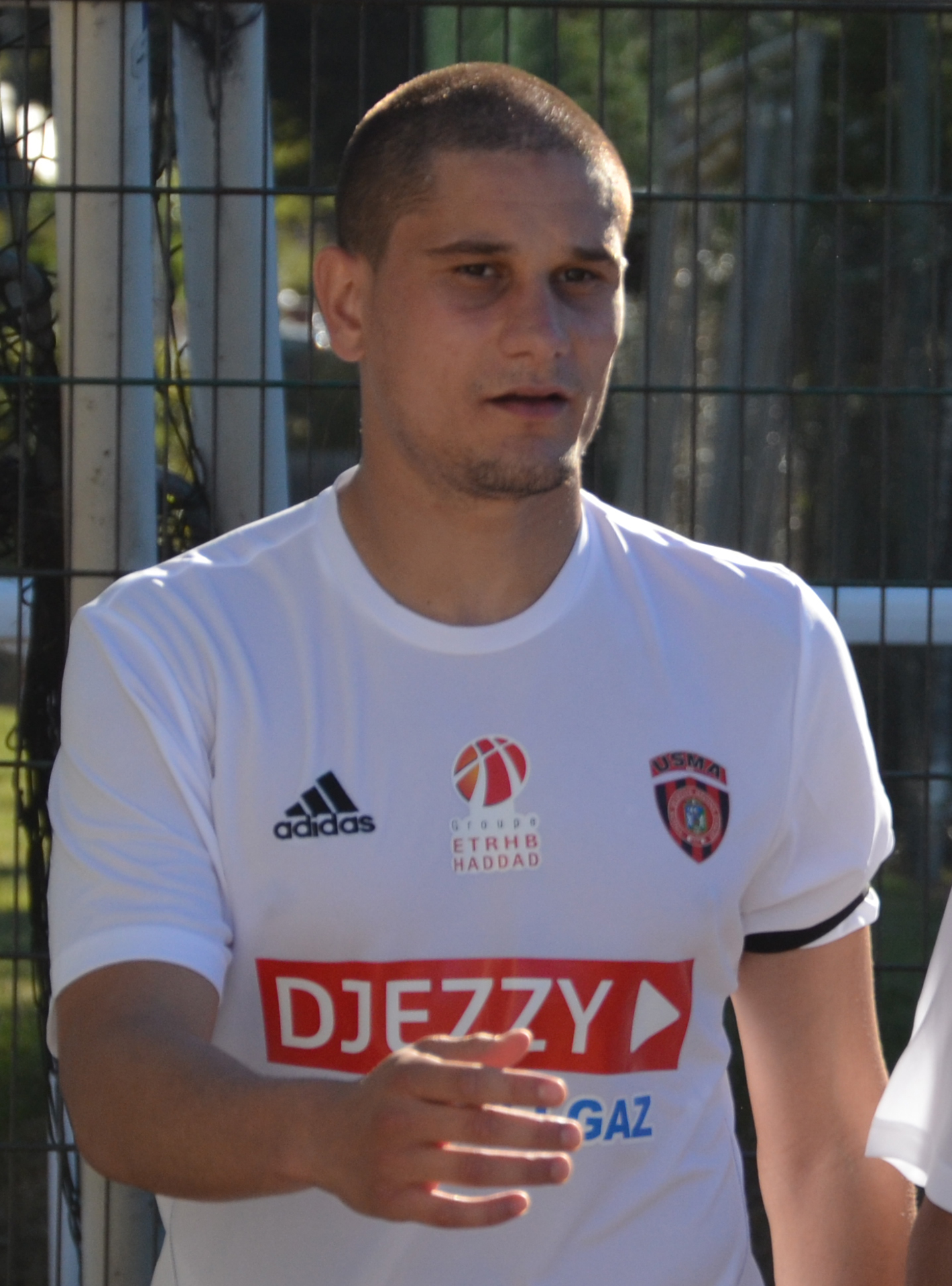
Mohamed Benyahia, Invoquée pour la première fois participer à la CAN 2017 avec son collègue Mohamed Meftah.

Cinq joueurs de l'USM Alger ont participé football aux Jeux Olympiques avec l'équipe d'Algérie olympique. et ils Abdellaoui, Benguit, Benkhemassa, Darfalou et Meziane et ils sont sortis du premier tour la session a vu les deux étoiles Benguit et Benkhemassa. Le dernier jour de 2016 a déclaré entraîneur national Georges Leekens liste de 23 joueurs impliqués Coupe d'Afrique en 2017. et avec lui les défenseurs de l'USM Alger Mohamed Benyahia et Mohamed Meftah pour la première fois, Charles Andriamanitsinoro a été convoqué trois fois avec son équipe cette saison contre l'Angola dans les éliminatoires de la Coupe d'Afrique en 2017 et se termina par un match nul 1-1 et contre Sao Tomé-et-Principe dans les éliminatoires de la Coupe d'Afrique en 2019 et il a fini par la victoire de Madagascar 1-0 dans le match Retour et a marqué le troisième but est terminé par un 3-2 pour conduire son pays dans la phase de groupes.

### Calendrier
Le 14 juillet 2016, La Ligue de Football Professionnel a dévoilé le calendrier de Ligue 1 pour la saison 2016-2017.
|    | 2016    | 2016      | 2016      | 2016      | 2016          | 2016          | 2017    | 2017       | 2017       | 2017         | 2017       | 2017        |  |
|    | Juillet | Août      | Septembre | Octobre   | Novembre      | Décembre      | Janvier | Février    | Mars       | Avril        | Mai        | Juin        |  |
| -- | ------- | --------- | --------- | --------- | ------------- | ------------- | ------- | ---------- | ---------- | ------------ | ---------- | ----------- |  |
| 1  | ven.    | lun.      | jeu.      | Journée 6 | Finale        | Journée 13    | dim.    | mer.       | mer.       | sam.         | lun.       | jeu.        |  |
| 2  | sam.    | mar.      | ven.      | dim.      | mer.          | ven.          | lun.    | jeu.       | jeu.       | dim.         | mar.       | Journée 3   |  |
| 3  | dim.    | mer.      | sam.      | lun.      | jeu.          | sam.          | mar.    | Journée 18 | ven.       | lun.         | mer.       | sam.        |  |
| 4  | lun.    | jeu.      | dim.      | mar.      | ven.          | dim.          | mer.    | sam.       | Journée 22 | mar.         | jeu.       | dim.        |  |
| 5  | mar.    | ven.      | lun.      | mer.      | Journée 10    | lun.          | jeu.    | dim.       | dim.       | mer.         | ven.       | lun.        |  |
| 6  | mer.    | sam.      | mar.      | jeu.      | dim.          | mar.          | ven.    | lun.       | lun.       | jeu.         | sam.       | mar.        |  |
| 7  | jeu.    | dim.      | mer.      | ven.      | lun.          | mer.          | sam.    | mar.       | mar.       | ven.         | Journée 25 | Journée 28  |  |
| 8  | ven.    | lun.      | jeu.      | sam.      | mar.          | jeu.          | dim.    | mer.       | mer.       | sam.         | lun.       | jeu.        |  |
| 9  | sam.    | mar.      | Journée 3 | dim.      | mer.          | Journée 14    | lun.    | Journée 19 | jeu.       | dim.         | mar.       | ven.        |  |
| 10 | dim.    | mer.      | sam.      | lun.      | jeu.          | sam.          | mar.    | ven.       | ven.       | lun.         | mer.       | Journée 29  |  |
| 11 | lun.    | jeu.      | dim.      | mar.      | Journée 11    | dim.          | mer.    | sam.       | 2e Tour    | mar.         | jeu.       | dim.        |  |
| 12 | mar.    | ven.      | lun.      | mer.      | sam.          | lun.          | jeu.    | dim.       | dim.       | mer.         | Journée 1  | lun.        |  |
| 13 | mer.    | sam.      | mar.      | Journée 7 | dim.          | mar.          | ven.    | lun.       | lun.       | jeu.         | sam.       | mar.        |  |
| 14 | jeu.    | dim.      | mer.      | ven.      | lun.          | mer.          | sam.    | Journée 16 | mar.       | Quarts de f. | dim.       | Journée 30  |  |
| 15 | ven.    | lun.      | jeu.      | sam.      | mar.          | jeu.          | dim.    | mer.       | mer.       | sam.         | Journée 26 | jeu.        |  |
| 16 | sam.    | mar.      | ven.      | dim.      | mer.          | 16e de finale | lun.    | jeu.       | jeu.       | dim.         | mar.       | ven.        |  |
| 17 | dim.    | mer.      | Journée 4 | lun.      | Journée 12    | sam.          | mar.    | ven.       | ven.       | lun.         | mer.       | sam.        |  |
| 18 | lun.    | jeu.      | dim.      | mar.      | ven.          | dim.          | mer.    | sam.       | 2e Tour    | mar.         | jeu.       | dim.        |  |
| 19 | mar.    | Journée 1 | lun.      | mer.      | sam.          | lun.          | jeu.    | dim.       | dim.       | mer.         | ven.       | lun.        |  |
| 20 | mer.    | sam.      | mar.      | jeu.      | dim.          | mar.          | ven.    | Journée 20 | lun.       | jeu.         | sam.       | Demi-finale |  |
| 21 | jeu.    | dim.      | mer.      | ven.      | lun.          | mer.          | sam.    | mar.       | mar.       | ven.         | dim.       | Journée 4   |  |
| 22 | ven.    | lun.      | jeu.      | Journée 8 | mar.          | Journée 15    | dim.    | mer.       | mer.       | sam.         | lun.       | jeu.        |  |
| 23 | sam.    | mar.      | ven.      | dim.      | mer.          | ven.          | lun.    | jeu.       | jeu.       | dim.         | mar.       | ven.        |  |
| 24 | dim.    | mer.      | Journée 5 | lun.      | 32e de finale | sam.          | mar.    | ven.       | ven.       | lun.         | Journée 2  | Demi-finale |  |
| 25 | lun.    | jeu.      | dim.      | mar.      | ven.          | dim.          | mer.    | Journée 21 | Journée 17 | Journée 23   | jeu.       | dim.        |  |
| 26 | mar.    | ven.      | lun.      | mer.      | sam.          | lun.          | jeu.    | dim.       | dim.       | mer.         | ven.       | lun.        |  |
| 27 | mer.    | Journée 2 | mar.      | Journée 9 | dim.          | 8e de finale  | ven.    | lun.       | lun.       | jeu.         | sam.       | mar.        |  |
| 28 | jeu.    | dim.      | mer.      | ven.      | lun.          | mer.          | sam.    | mar.       | mar.       | ven.         | dim.       | mer.        |  |
| 29 | ven.    | lun.      | jeu.      | sam.      | mar.          | jeu.          | dim.    |            | mer.       | Journée 24   | Journée 27 | jeu.        |  |
| 30 | sam.    | mar.      | ven.      | dim.      | mer.          | ven.          | lun.    |            | jeu.       | dim.         | mar.       | Journée 5   |  |
| 31 | dim.    | mer.      |           | lun.      |               | sam.          | mar.    |            | ven.       |              | mer.       |             |  |
|    | Juillet | Août      | Septembre | Octobre   | Novembre      | Décembre      | Janvier | Février    | Mars       | Avril        | Mai        | Juin        |  |
|    |         |           |           |           |               |               |         |            |            |              |            |             |  |

Journée X : Ligue 1
Tour : Coupe d'Algérie
Tour : Supercoupe d'Algérie
Tour : Ligue des champions
Source : LFP